# Ars vivens
Ars vivens est une maison d'édition indépendante française spécialisée en droit et économie de l'art qui édite des ouvrages de référence destinés aux artistes, galeristes, professionnels de l'art et de la culture et à leurs conseils.